# Tipula (Tipula) plumbea
Tipula (Tipula) plumbea is een tweevleugelige uit de familie langpootmuggen (Tipulidae). De soort komt voor in het Palearctisch gebied.